# Eduard Frankfort
Eduard Salomon Frankfort (Meppel, 21 juni 1864 - Laren, 19 augustus 1920) was een Nederlands kunstschilder.

## Leven en werk
Frankfort was zoon van de joodse koopman Salomon Simon Frankfort en Dine Bendien. Rond 1875 verhuisde de familie van Drenthe naar Amsterdam. Hij volgde een opleiding bij Atelier Bing en studeerde vervolgens aan de Rijksakademie van beeldende kunsten in Amsterdam, waar hij les had van onder meer August Allebé. Hij volgde daarna nog enkele maanden lessen aan de Academie in Antwerpen.

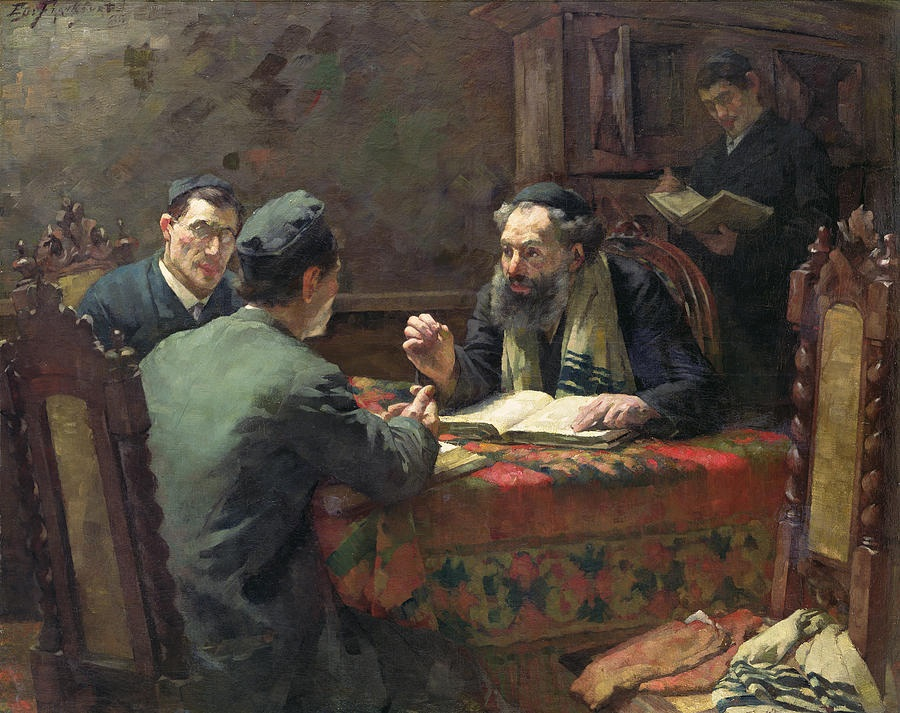
Een theologisch debat

In 1903 won hij de gouden medaille op een expositie van Arti et Amicitiae. Twee jaar later ging hij voor een jaar naar Zuid-Afrika, waar hij rondreisde en onder andere meerdere portretten schilderde. Zijn oeuvre bevat veel joods religieus werk, later ging hij meer over op boereninterieurs. Hij gaf les aan onder anderen Henriëtte Asscher, Hendrika van Gelder, Ina van Heek, Maria van Heek, Henri Koetser, Rosa Spanjaard en Lammert van der Tonge.
Ook nam hij regelmatig deel aan internationale kunsttentoonstellingen in het buitenland zoals in Barcelona (1898 en 1911) en in Buenos-Aires (1910).
In Amsterdam bewoonde Frankfort een flink aantal adressen, vooral in De Pijp:
- Utrechtsedwarsstraat 114 (tot december 1876)
- Regtboomsloot 65 (december 1876-mei 1879)
- Gelderschekade 43 (mei 1879-mei 1880)
- Hoogte Kadijk 13 (mei 1880-mei 1885)[4]
- Swammerdamstraat 29 (mei 1885-augustus 1891)
- Govert Flinckstraat 400 (per 18 juni 1894)
- Weesperzijde 23-II (per 7 oktober 1899)
- Albert Cuypstraat 272-III (per 12 mei 1902)
- St. Willibrordusstraat 12 (15 september 1903-1911)

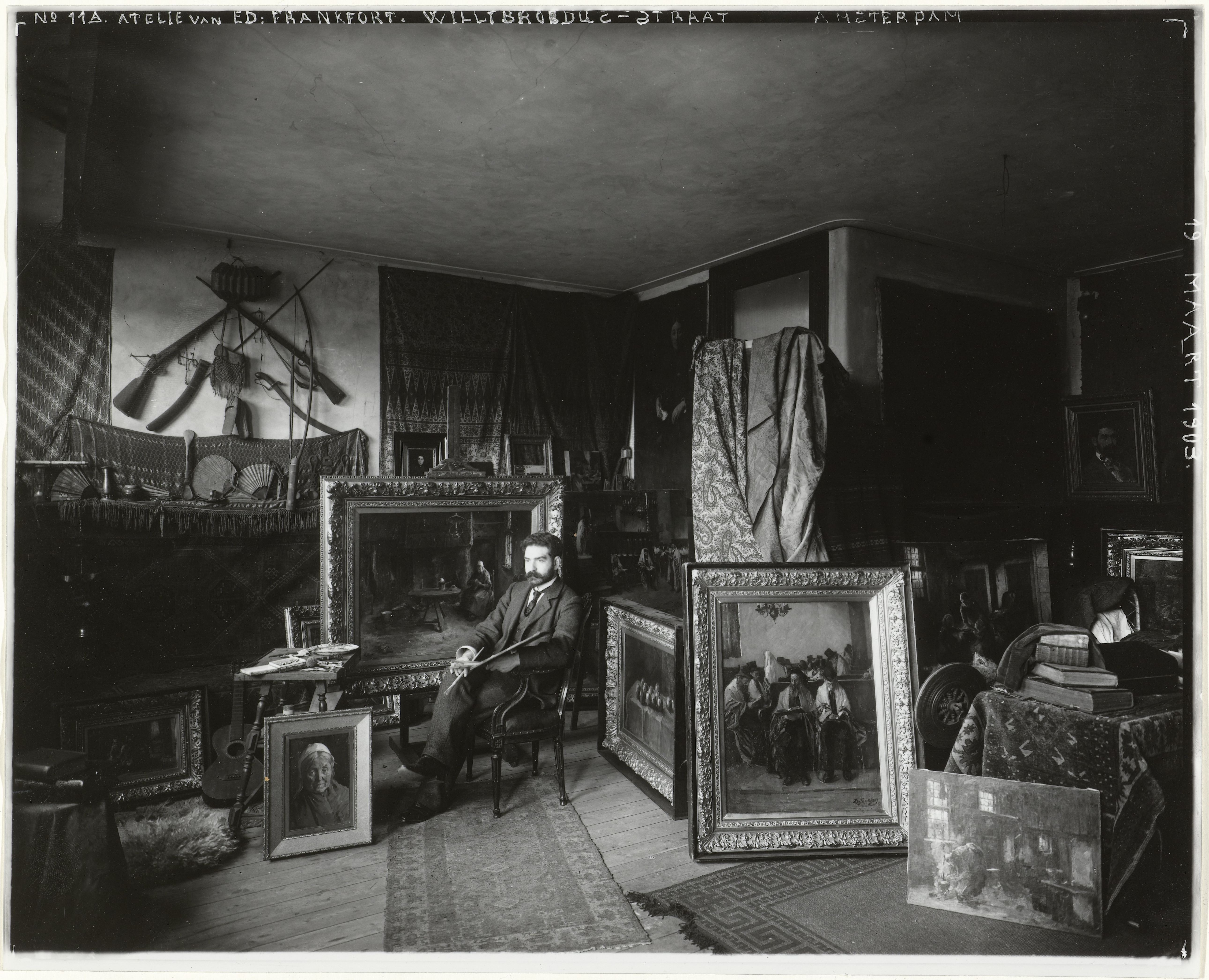
Eduard Frankfort in zijn atelier in de Wilibrordusstraat, 19 maart 1903

## Gezinssituatie
In 1911 huwde Frankfort de 25 jaar jongere Klara Kloots (1889-1968) in Amsterdam. Uit dit huwelijk werden vier kinderen geboren: Jack Eduard Frankfort (Amsterdam 1912 – Amsterdam 1929), Seymour Alexander Frankfort (Amsterdam 1915 – Apeldoorn 1942), de schilderes Dientje Annette Frankfort (Amsterdam 1916 – Amsterdam 1999) en Annette Dientje (Netty) Frankfort (Amsterdam 1918 – Amsterdam 2004).
Na de plotselinge dood van Frankfort in 1920 (hij werd begraven op de Joodse begraafplaats Muiderberg), ging Klara Kloots als tekenaar en'/of 'puzzeldokter werken bij het Algemeen Handelsblad. Ze moest daar in 1941 vanwege de anti-Joodse maatregelen stoppen.

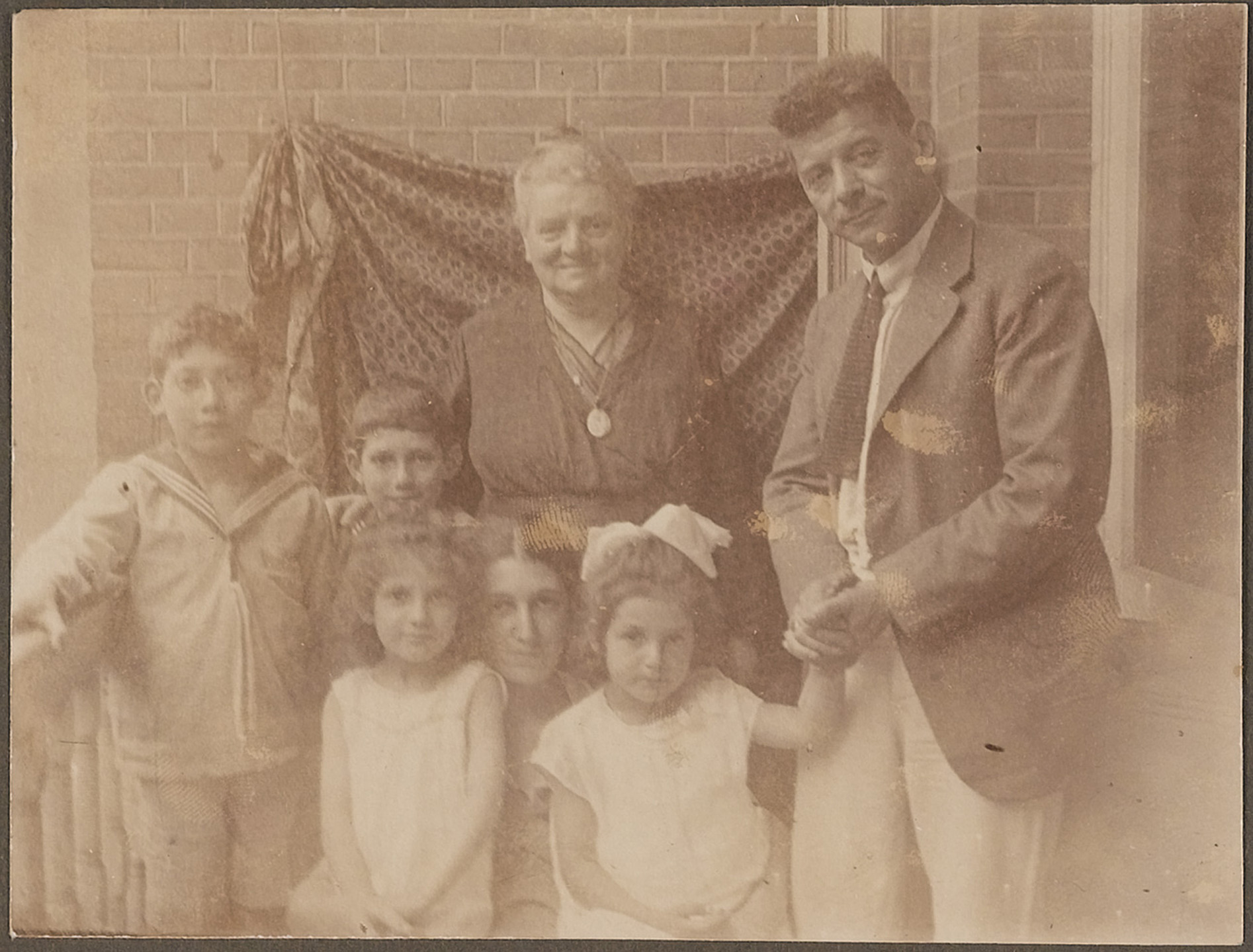
Gezinsfoto ca. 1922 (twee jaar na zijn dood)

## Enkele werken van Eduard Frankfort

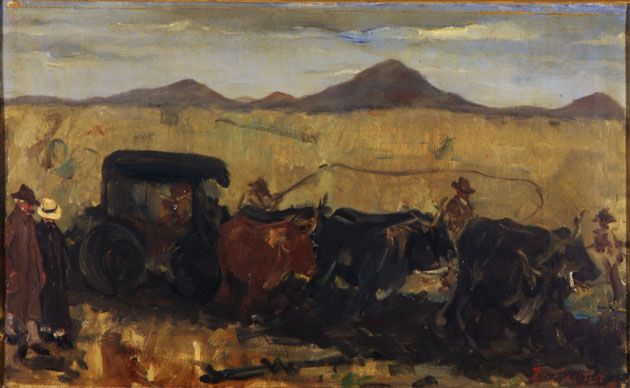
'De Trek' door Eduard Frankfort, landschap in Zuid-Afrika(beschrijvingspagina)

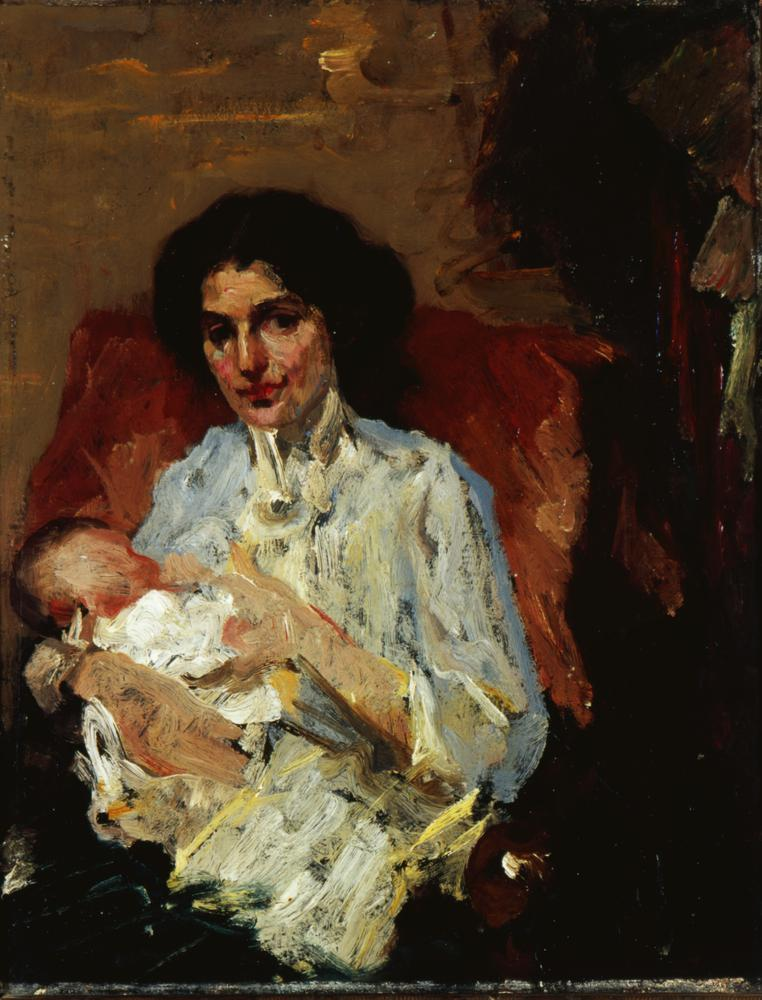

- Biografisch Portaal: 15589894
- RKD-Nederlands Instituut voor Kunstgeschiedenis: 29142
- Union List of Artist Names: 500069657
- Virtual International Authority File: 96165908